# Handeni
Handeni ist eine Stadt in der tansanischen Region Tanga. Sie ist Verwaltungssitz des gleichnamigen Distrikts Handeni und liegt rund hundert Kilometer südwestlich der Hafenstadt Tanga.

## Geographie
Die Stadt liegt 666 Meter über dem Meeresniveau und hat rund 109.000 Einwohner (Stand 2022).
Das Klima in der Stadt ist tropisch und wird in der effektiven Klimaklassifikation mit Aw bezeichnet. Im Durchschnitt regnet es 921 Millimeter im Jahr, die meisten Niederschläge fallen in den Monaten März bis Mai mit einer Spitze im April, in dem es 180 Millimeter regnet. Am trockensten sind die Monate Juni, Juli und August mit jeweils unter 30 Millimeter Regen. Die Jahresdurchschnittstemperatur liegt bei 22 Grad Celsius, der wärmste Monat ist der Februar mit 24 Grad, am kühlsten ist es im Juli, wo die Temperatur unter 20 Grad Celsius liegt.
| In der deutschen Kolonialzeit war der Ort Sitz einer Nebenstelle des Bezirksamts Pangani und eines Postamtes. Der Polizeiposten bestand aus 80 Mann. Die Einwohnerzahl der Stadt lag 1978 bei 9.400, stieg dann in zehn Jahren auf 10.000 und weiter auf 14.000 2002. Seither erfolgte ein steiler Anstieg auf 79.000 im Jahr 2012. | Die zur Anzeige dieser Grafik verwendete Erweiterung wurde dauerhaft deaktiviert. Wir arbeiten aktuell daran, diese und weitere betroffene Grafiken auf ein neues Format umzustellen. (Mehr dazu) |

Handini ist eine Stadt, die aus zwölf Stadtteilen (Ward, Shehia) besteht (Stand 2012):
| Stadtteil  | Männer | Frauen | Gesamt |
| ---------- | ------ | ------ | ------ |
| Malezi     | 4.031  | 4.046  | 8.077  |
| Kwenjugo   | 3.382  | 3.733  | 7.115  |
| Mabanda    | 2.804  | 3.056  | 5.860  |
| Konje      | 1.645  | 1.412  | 3.057  |
| Mlimani    | 2.558  | 2.694  | 5.252  |
| Msasa      | 2.121  | 2.207  | 4.328  |
| Kideleko   | 2.605  | 2.809  | 5.414  |
| Kwamagome  | 4.503  | 4.685  | 9.188  |
| Vibaoni    | 3.074  | 3.004  | 6.078  |
| Chanika    | 5.297  | 5.697  | 10.994 |
| Mdoe       | 4.588  | 4.953  | 9.541  |
| Kwediyamba | 2.060  | 2.092  | 4.152  |
| Gesamt     | 38.668 | 40.388 | 79.056 |

## Wirtschaft und Infrastruktur
Von den rund 53.000 Menschen, die älter als zehn Jahre sind, arbeiteten fast sechzig Prozent. Sieben Prozent waren im Haushalt tätig, 28 Prozent besuchten eine Schule und nur fünf Prozent waren arbeitslos oder arbeitsunfähig. Von den 30.000 Werktätigen arbeiteten mehr als zwei Drittel in der eigenen Landwirtschaft, zwanzig Prozent waren selbständig und neun Prozent Angestellte (Stand 2012).
- Wirtschaft: Der wichtigste Wirtschaftszweig ist die Landwirtschaft, er ernährt über siebzig Prozent der 16.000 Haushalte.[7] Andere Tätigkeiten sind die Verarbeitung landwirtschaftlicher Produkte, der Handel, Bau und das Gastgewerbe.[8]
- Krankenhaus: Das St. Francis Hospital wird von der Anglikanischen Kirche geführt.[9]
- Straßen: Handeni ist über zwei asphaltierte Regionalstraßen gut an den Osten angebunden. Die eine führt rund siebzig Kilometer nach Nordosten nach Korogwe, die zweite sechzig Kilometer nach Südosten zur Nationalstraße T2, die nach Süden Richtung Daressalam führt. Zwei Regionalstraßen nach Westen sind nicht asphaltiert.[10]

## Politik
Der Stadtrat in Handeni besteht aus dreizehn gewählten und vier für Sondersitze bestimmte Stadträten.